# Liste des monuments historiques de la Charente-Maritime
Cet article recense les monuments historiques de Charente-Maritime, en France.

## Statistiques
Au 21 juillet 2025, la Charente-Maritime compte 857 édifices comportant au moins une protection au titre des monuments historiques, dont 271 sont classés et 623 sont inscrits. Le total des monuments classés et inscrits est supérieur au nombre total de monuments protégés car plusieurs d'entre eux sont à la fois classés et inscrits.

## Liste
Pour des raisons de taille, la liste est découpée en deux :
- communes débutant de A à N : liste des monuments historiques de la Charente-Maritime (A-N) ;
- communes débutant de O à Z : liste des monuments historiques de la Charente-Maritime (O-Z).

Compte tenu du nombre important de protections dans certaines communes, celles-ci font l'objet d'une liste séparée :
- pour Île-d'Aix, voir la liste des monuments historiques d'Île-d'Aix
- pour La Rochelle, voir la liste des monuments historiques de La Rochelle
- pour Saintes, voir la liste des monuments historiques de Saintes